# Oscar Palermo
Oscar Palermo (1 de junio de 1932, Argentina - 8 de febrero de 2007 Argentina) fue un pianista argentino considerado una importante figura vinculado a la música de tango, recordado por su larga trayectoria como integrante del famoso conjunto Sexteto Mayor. 
Como pianista se destacó por su técnica y su buen gusto. Se dedicó inicialmente a la música clásica hasta que en 1963 fue llamado por Osvaldo Piro, para integrar el conjunto que acompañaría al cantor Mario Bustos en varios ciclos, tomando así el camino del tango que no abandonaría más. Posteriormente estuvo con Toto Rodríguez y Oscar Castagniaro y retornó a trabajar con Piro éste cuando formó su primera orquesta, hasta 1980, año en que la dejó para integrarse como reemplazante de Juan Mazzadi al ya destacado Sexteto Mayor, codirigido por sus fundadores José Libertella y Luis Stazo, donde brilló como un virtuoso ejecutante de tango.
Desde entonces recorrió el mundo integrando el conjunto, visitando casi todos los continentes y realizando giras internacionales de 11 meses al año de duración, como parte fundamental del histórico espectáculo "Tango Argentino" y luego de "Tango Pasión".
Intervino con el conjunto en varias grabaciones y se destacó en especial su participación en el registro realizado por el conjunto del tango predominantemente pianístico Lluvia de estrellas de Osmar Maderna, sobre un virtuoso arreglo realizado por José Libertella que es emblema del Sexteto Mayor en el mundo.
En diciembre de 2006 regresó a Buenos Aires luego de una gira del Sexteto por Francia presentando el espectáculo "Tango Pasión" durante la cual no pudo actuar en los dos últimos conciertos del conjunto por las molestias de un cáncer que padecía y provocó su fallecimiento en la madrugada del 8 de febrero de 2007.